# Kimberly Drewniok
Kimberly Drewniok (Balve, 11 augustus 1997) is een Duitse volleybalster. Ze speelt als diagonaal.
Haar moeder is Duits en haar vader komt uit Togo.

## Sportieve successen

### Club
Super Beker van Duitsland:
- 2018, 2019

Beker van Duitsland:
- 2019

Duits Kampioenschap:
- 2019

## Individuele onderscheidingen
- 2018: "Most Valuable Player" Super Beker van Duitsland